# 趙玉平
趙玉平（1963年1月19日—），台中市人，是財團法人2009年聽障奧林匹克運動會籌備委員會基金會的主任，小時候兩耳都失去聽覺，因而在台中啟聰學校就讀，後畢業於文化大學中文系。
趙玉平是一位致力於聽障文化的貢獻者，在他加入國際聽障運動總會（ICSD，前身為CISS）之後，就積極推廣台灣的聽障者文化，包含許多台灣承辦過的聽障體育競賽，他都發揮重要的推手，因此在聽障文化扮演著非常重要的角色。